# Czarne Działy
Czarne Działy (795 m) – niewybitne wzniesienie w Paśmie Łysiny w Beskidzie Małym. Znajduje się w środkowej części pasma, między Kucówkami (833 m) a Gibasówką (841 m), od której oddziela go płytka przełęcz Skolarówka. Czarnymi Działami nazywa się również odcinek grzbietu znajdujący się po wschodniej stronie tej przełęczy. Jego północne stoki opadają do doliny Kocierzanki w Kocierzu Rychwałdzkim, południowe do doliny Łękawki w Ślemieniu. Czarne Działy porasta las. Przez ich grzbiet prowadzi zielony szlak turystyczny i dochodzi tutaj ze Ślemienia czarny szlak łącznikowy.
Czarne Działy są atrakcyjne dla turystów głównie ze względu na znajdujące się w nich Osuwisko w Czarnych Działach i zespół Jaskiń w Czarnych Działach. Znajdują się one na południowej stronie stoku, nieco poniżej wierzchołka. W osuwisku jest wychodnia z piaskowców istebniańskich, a poniżej niej rów zboczowy, skupisko głazów, jaskinie i schrony. Są to: jaskinia Dziura pod Bukiem, Jaskinia Lodowa w Czarnych Działach, schrony Duży Okap i Mały Okap, Jaskinia Czarne Działy Pierwsza, Jaskinia Czarne Działy Druga, Jaskinia Czarne Działy Trzecia, Schronisko Czarne Działy Czwarte. Od 1993 r. dwie z nich (Jaskinia w Czarnych Działach I i Jaskinia w Czarnych Działach II) są pomnikami przyrody.
Szlaki turystyczne
 Kocierz Rychwałdzki – Ścieszków Groń – Przełęcz Płonna – Płonne – Kucówki – Czarne Działy – Gibasy – Wielki Gibasów Groń – Przełęcz pod Madohorą – Madohora (Mlada Hora) – rozstaje Anuli – Smrekowica – rozdroże pod Smrekowicą – Suwory – Krzeszów
 Ślemień – Czarne Działy